# Singapore Flyer
A Singapore Flyer 165 méteres magasságával 2008-2014-ig a világ legmagasabb óriáskereke volt. 2014-ben a las vegasi High Roller 2,7 méterrel meghaladva átvette tőle ezt a címet. A világ harmadik legnagyobb - működtetői szerint kilátó típusú kerék - mindössze öt méterrel haladja meg a kínai Nancsang csillaga óriáskerék magasságát.

## Fekvése
A kilátó Szingapúrban, a Marina Centre délkeleti részén helyezkedik el. A 150 méter átmérőjű kereket egy három emeletes bevásárlóközpont mellé építették. A kilátóból a városközpontot és kb. 45 km-es távolságban a környéket lehet belátni, beleértve az indonéziai Batam és Bintan szigeteket és a malajziai Johort is.

## Építés
Az utolsó kapszuláját 2007. október 2-án helyezték el, majd 2008. február 11-én tette meg első körét a kerék. Hivatalos megnyitója 2008. március 1-jén volt. Az első három éjjel kb. 6 200 dollár (8 888 szingapúri dollár) értékben adtak el jegyeket rá. Ünnepi megnyitóját 2008. április 15-én tartották.
Mind a 28 kapszulája légkondicionált, 28 utas utas befogadására képes, és egy körforgása kb. 37 percig tart. Kezdetben a Marina Centertől nézve az óramutató járásával ellenkező irányban forgott, majd 2008. augusztus 4-én Feng shui mesterek tanácsára ezt megfordították.

## Meghibásodások
A megnyitótól számított egy éven belül háromszor is meghibásodott a kerék. 2008 júniusában a fékező rendszer hibája miatt állították le. 2008. december 4-én rossz időjárási körülmények miatt majd öt órára állt meg a kerék, miközben 70 ember ragadt a fedélzetén, majd december végén egy leállás során 173-an rekedtek a kapszulákban hat órán át. Ez utóbbi leállás oka rövidzárlat és egy kisebb tűz volt az irányítószobában. A földhöz közelebbi kocsikból tizenegy embert ki tudtak menekíteni csúszdákon, a többieknek pedig ételt és italt juttattak fel. Ez után kivizsgálták a meghibásodás okait, és 2009. január 26-ig zárva volt a Flyer, amikor a szingapúri rendőrség végül biztonságosnak nyilvánította azt. A eset után kb. 3 millió dolláros további fejlesztésre volt szükség a  biztonságos üzemeltetés érdekében.
2010. július 18-án egy villámcsapás tette tönkre a légkondicionáló rendszert, ezért a kereket le kellett állítani és az utasokat kiszállítani. Két nappal később a javítások után az óriáskerék ismét elindult.

## Galéria

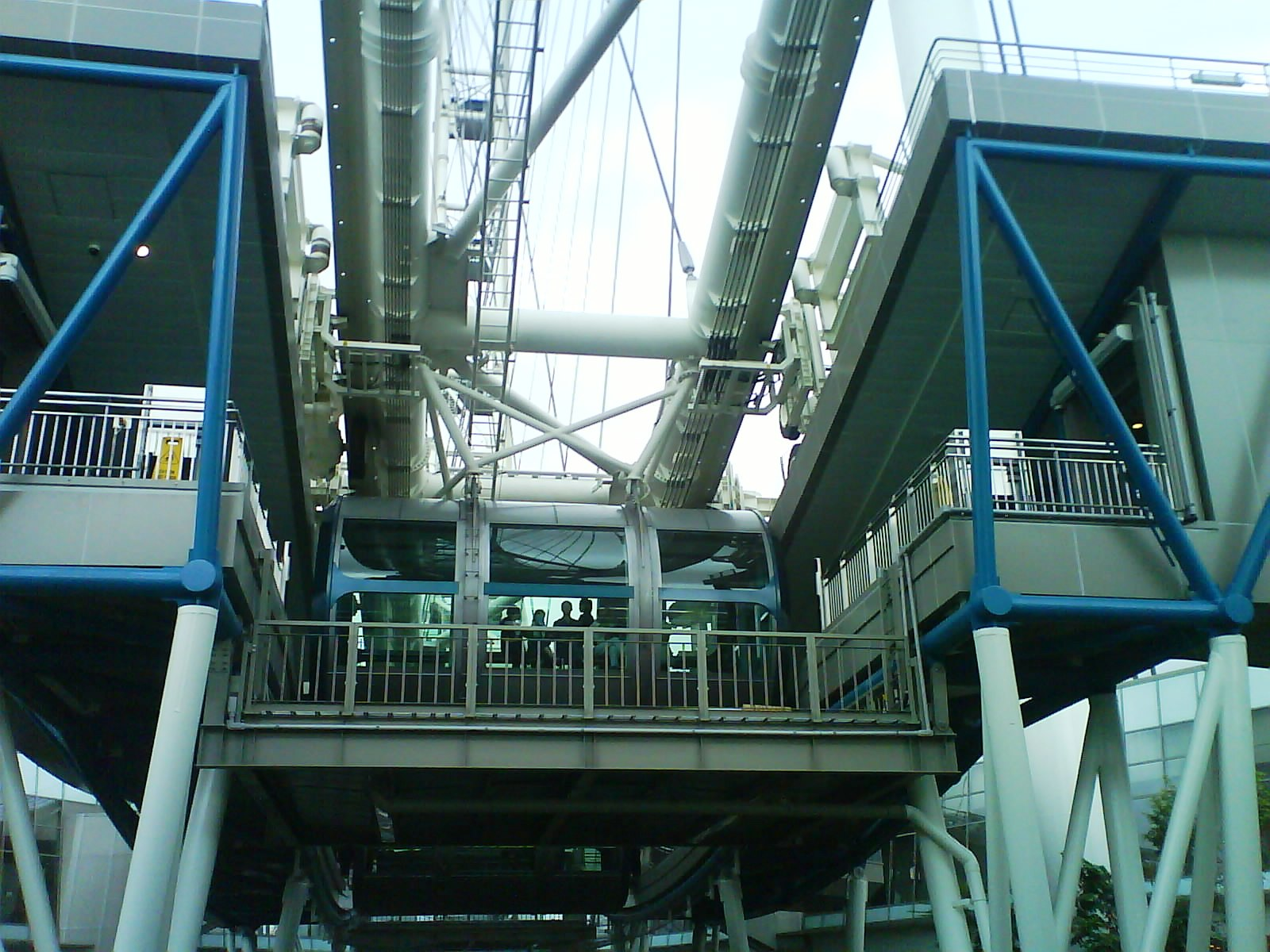
Beszálló hely
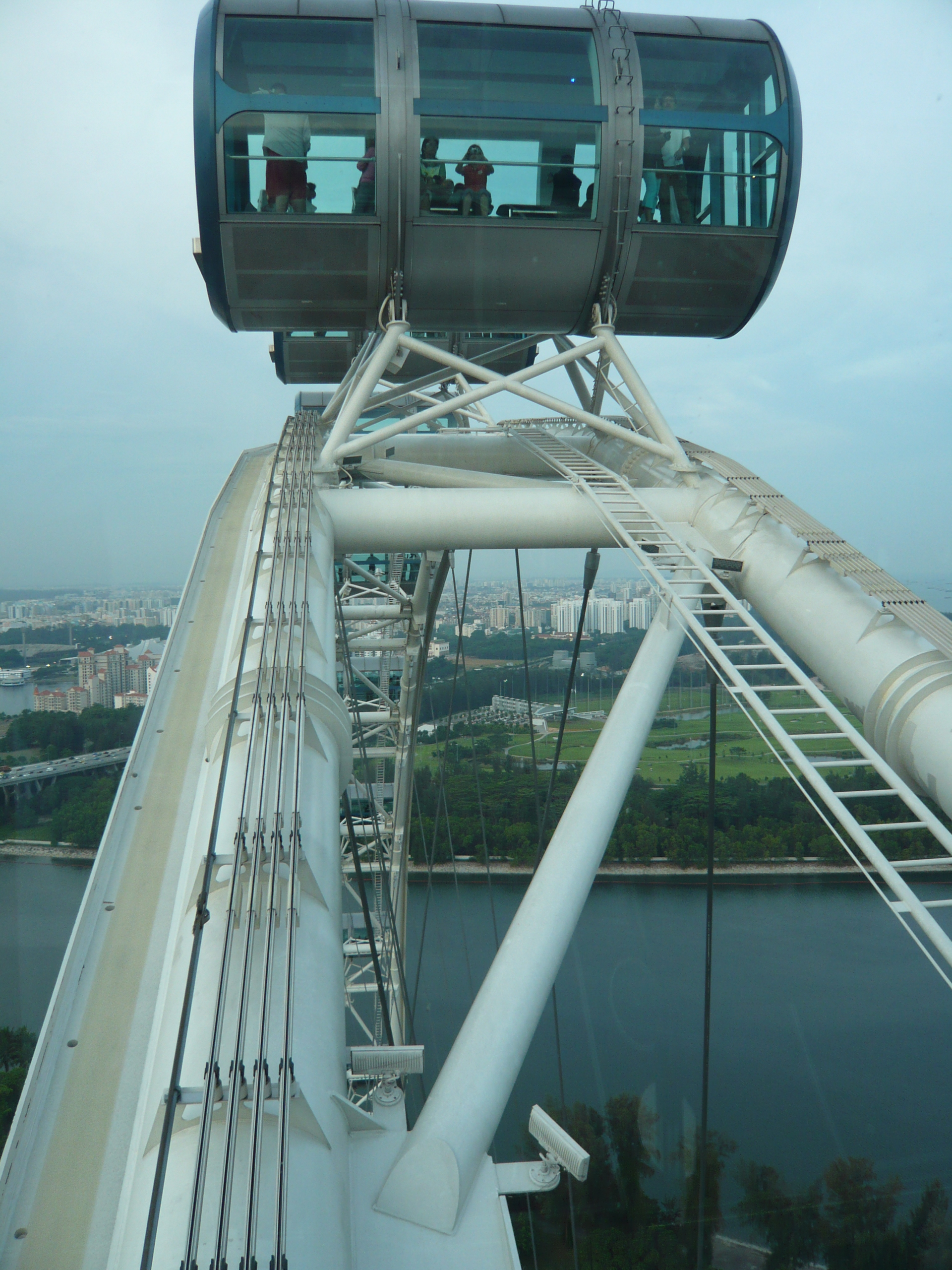
Egy kapszula kívülről
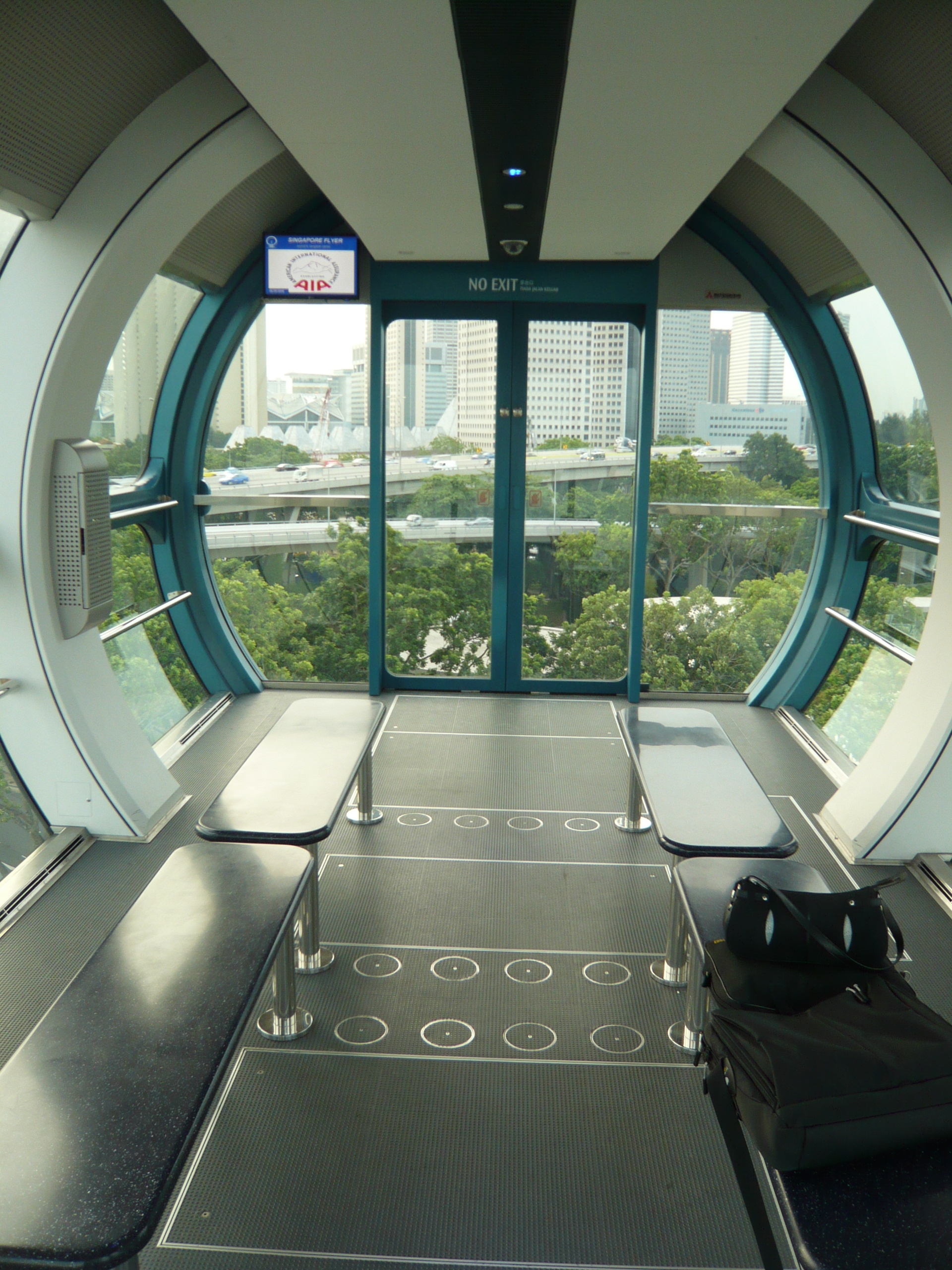
Egy kapszula belülről